# Challenger de Pétange 2013
El ATP Roller Open 2013 fue un torneo de tenis profesional que se jugó en pistas duras. Se trató de la 2.ª edición del torneo que forma parte del ATP Challenger Tour 2013. Tuvo lugar en Pétange, Luxemburgo, entre el 9 de septiembre y el 15 de septiembre de 2013.

## Jugadores participantes del cuadro de individuales

### Cabezas de serie
| País                  | Jugador            | Ranking1 | Favorito | Posición en el torneo |
| --------------------- | ------------------ | -------- | -------- | --------------------- |
| Bandera de Francia    | Kenny de Schepper  | 69       | 1        | Primera ronda         |
| Bandera de Francia    | Nicolas Mahut      | 78       | 2        | Primera ronda         |
| Bandera de Alemania   | Benjamin Becker    | 87       | 3        | Cuartos de final      |
| Bandera de Alemania   | Tobias Kamke       | 89       | 4        | CAMPEÓN               |
| Bandera de Alemania   | Jan-Lennard Struff | 96       | 5        | Cuartos de final      |
| Bandera de Francia    | Paul-Henri Mathieu | 107      | 6        | FINAL                 |
| Bandera de Lituania   | Ričardas Berankis  | 112      | 7        | Cuartos de final      |
| Bandera de Kazajistán | Andrey Golubev     | 141      | 8        | Segunda ronda         |

- 1 Se ha tomado en cuenta el ranking del 26 de agosto de 2013.

### Otros participantes
Los siguientes jugadores recibieron una invitación (wild card), por lo tanto ingresan directamente al cuadro principal:
- Stéphane Bohli
- Gilles Kremer
- Ugo Nastasi
- Joe Hatto

Los siguientes jugadores ingresan al cuadro principal tras disputar el cuadro clasificatorio:
- Filip Veger
- Alexandre Sidorenko
- Sam Barry
- Constant Lestienne

## Campeones

### Individual masculino
- Tobias Kamke derrotó en la final a  Paul-Henri Mathieu, 1-6, 6-3, 7-5

### Dobles masculino
- Ken Skupski /  Neal Skupski derrotaron en la final a  Benjamin Becker /  Tobias Kamke 6-3, 6-75, [10-7]